# Lo estás haciendo muy bien
Lo estás haciendo muy bien fue el primer disco de la banda viguesa de música pop Semen Up.
El disco, publicado en 1985 por la discográfica Nuevos Medios, consistió en un mini LP de cuatro canciones en el que en clave de pop y de soul la banda desgranaba canciones con alto contenido erótico, lo que llevó a la crítica a definir su estilo como “porno-pop”.
El corte más conocido del álbum, también denominado Lo estás haciendo muy bien, estuvo envuelto en una gran polémica ya que describía de forma muy explícita una felación, lo que ocasionó que la banda fuese censurada por algunos medios como TVE que se negaron a emitir sus canciones.  
Sin embargo la polémica hizo que la difusión del álbum fuera muy elevada, sonando en radios a lo largo de toda España y propiciando que la banda fuera considerada por Radio 3 como grupo revelación del año.

## Lista de canciones
1. «Lo estás haciendo muy bien»
2. «Bésame»
3. «La máquina»
4. «No insistas»